# Technobabylon
Technobabylon è un videogioco d'avventura sviluppato da Technocrat Games e pubblicato nel 2015 da Wadjet Eye Games. Del gioco è stata realizzata una conversione per iOS.

## Modalità di gioco
Avventura grafica punta e clicca, nel videogioco è possibile controllare tre diversi personaggi giocanti.